# Marmora (Piémont)
Pour les articles homonymes, voir Marmora.
Marmora est une commune italienne de la province de Coni, dans la région Piémont.

## Histoire
Au XVe siècle, plusieurs familles et individus émigrent de Marmora vers Sainte-Tulle, en Provence, village dépeuplé et où l’immigration piémontaise a été importante.

## Administration
| Période                                  | Période | Identité | Étiquette | Qualité |
| ---------------------------------------- | ------- | -------- | --------- | ------- |
|                                          |         |          |           |         |
| Les données manquantes sont à compléter. |         |          |           |         |

### Hameaux
Tolosano, Torello, Garino, Urzio, Arvaglia, Arata, Reinero, Finello, S. Sebastiano, Vernetti

### Communes limitrophes
Canosio, Castelmagno, Celle di Macra, Demonte, Macra, Prazzo, Sambuco,  Stroppo